# آماندا رونتگن میر
آماندا رونتگن میر (انگلیسی: Amanda Röntgen-Maier; ۲۰ فوریهٔ ۱۸۵۳ – ۱۵ ژوئیهٔ ۱۸۹۴) نوازنده ویولن، آهنگساز، و موسیقی‌دان اهل سوئد بود. او اولین زن فارغ‌التحصیل در رشته رهبری موسیقی از کالج سلطنتی موسیقی در استکهلم بود و این موفقیت را در سال ۱۸۷۲ کسب کرد.
آماندا میر در خانه‌ای با فضای موسیقی در شهر لندزکرونا متولد شد و استعداد موسیقیایی خود را از سنین پایین کشف کرد. آموزش اولیه وی در نوازندگی ویولن و پیانو توسط پدرش انجام شد. در سن شانزده‌سالگی، میر به کالج سلطنتی موسیقی در استکهلم رفت و در آنجا به تحصیل ویولن، ارگ، پیانو، ویولن‌سل، آهنگ‌سازی و هارمونی پرداخت.